# Necydalis yakushimensis
Necydalis yakushimensis là một loài bọ cánh cứng trong họ Cerambycidae.